# Свириденко, Иван Петрович
Ива́н Петро́вич Свириде́нко (1 марта 1934 — 23 сентября 2000) — советский и российский физик, специалист в области теплофизики. Доктор технических наук (1987), профессор (1997). Заместитель директора теплофизического отделения по научной работе Физико-энергетического института (1995—2000).

## Биография
Иван Свириденко родился 1 марта 1934 года.
С 1958 года работал в Физико-энергетическом институте в Обнинске, занимая последовательно должности заведующего лабораторией (с 1968), начальника отдела (с 1990), заместителя директора теплофизического отделения по научной работе (с 1995).
Доктор технических наук (1987), профессор (1997).
Специалист в области теплофизики.

### Монографии
- Свириденко И. П. Теплофизические исследования применительно к условиям невесомости и их аппаратурное обеспечение. — Обнинск: ФЭИ, 1998. — 42 с.
- Дзюбенко Б. В., Кутепов А. М., Свириденко И. П., Федик И. И., Харитонов В. В., Холпанов Л. П. Интенсификация тепло- и массообмена в энергетике. — М.: ФГУП «ЦНИИАТОМИНФОРМ», 2003. — 232 с.

### Статьи
- Субботин В. И., Ушаков П. А., Свириденко И. П. Исследование теплообмена при турбулентном течении ртути в кольцевом зазоре // Атомная энергия. — 1960. — Т. IX, № 4. — С. 310.
- Белевцев А. В., Кумской В. В., Свириденко И. П. Исследование тепло-электротехнических характеристик электрогенерирующих элементов РП «ТОПАЗ» на лабораторных макетах // Материалы Международной конференции «Ядерная энергетика в космосе». — Обнинск, 1990.
- Гулин Н. П., Кириллова Л. С., Свириденко И. П. и др. Теплофизические проблемы при разработке газофазного реактора (ГФР) // Материалы Международной конференции «Ядерная энергетика в космосе. Ядерные ракетные двигатели». — Подольск, 1993.

### Патенты на изобретения
- Свидерский М. Ф., Свириденко И. П., Дробышев А. В., Орлова Е. А. Патент на изобретение № 2181104. Способ выделения кремния (2002).